# Белоградець
Белограде́ць (болг. Белоградец) — село у Варненській області Болгарії. Входить до складу общини Ветрино.

## Населення
За даними перепису населення 2011 року у селі проживали 1263 особи.
Національний склад населення села:
| Національність   | Кількість осіб | Відсоток |
| ---------------- | -------------- | -------- |
| турки            | 673            | 67,5%    |
| болгари          | 276            | 27,7%    |
| цигани           | 19             | 1,9%     |
| інша             | 26             | 2,6%     |
| не визначились   | 3              | 0,3%     |
| Всього відповіли | 997            |          |

Розподіл населення за віком у 2011 році:
Динаміка населення: